# رادار قياس الأرض

رادرا قياس الأرض يستخدم بشكل اساسي في كشف باطن الأرض عن طريق إرسال نبضات إلى باطن الأرض ويعطي صور ثنائية وثلاثية الابعاد ويستخدم في كشف المعادن والفراغات وكشف الكنوز الاثرية

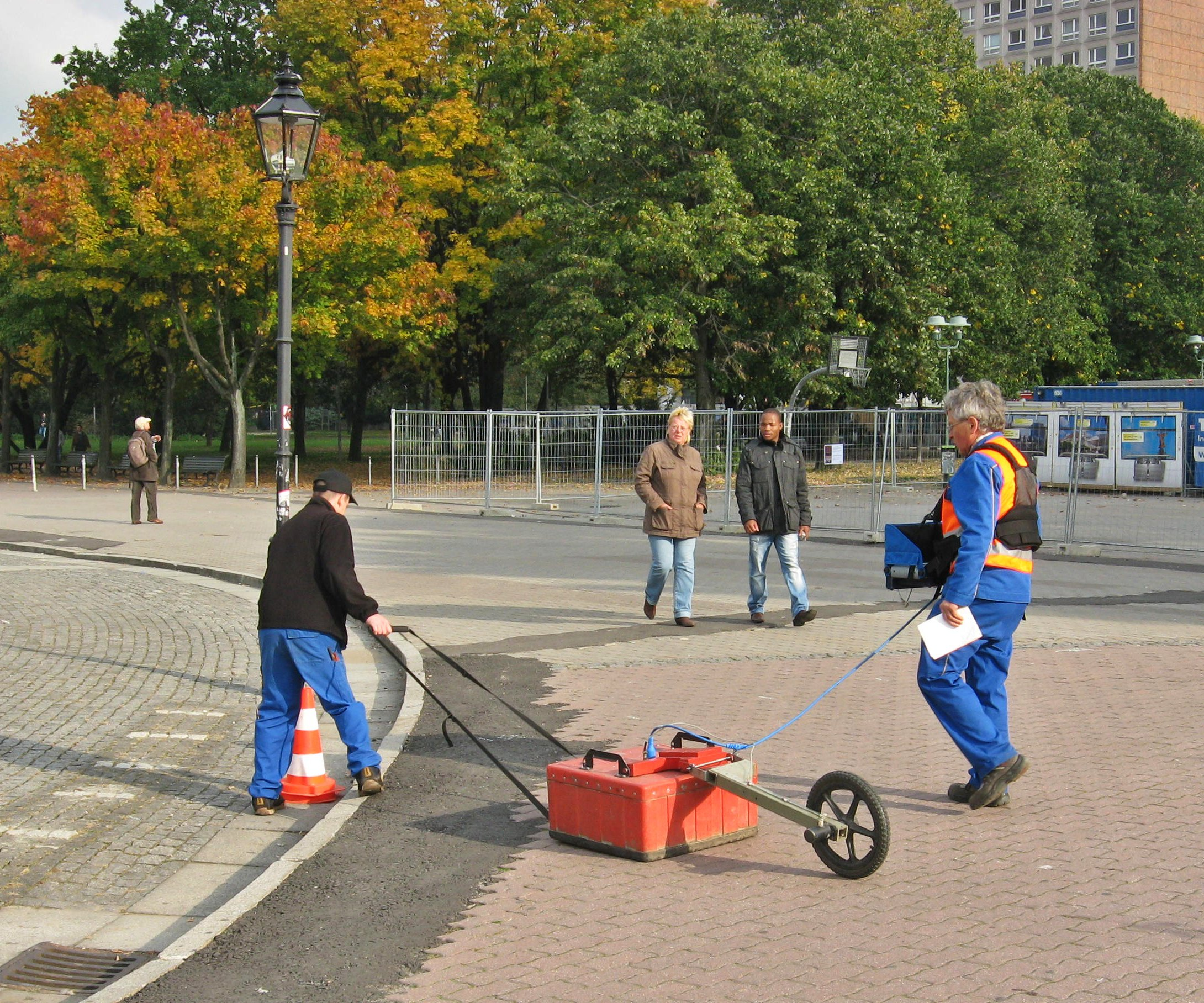
بحث عن الآثار بالرادار في برلين.

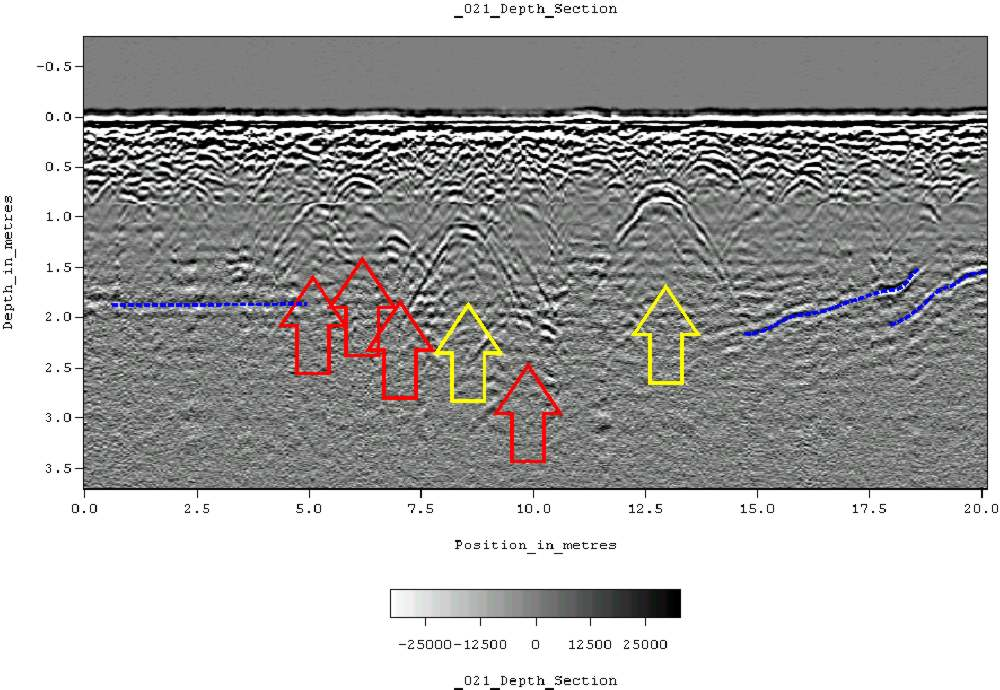
انعاكاسات الرادار تحت الارض على شكل قمعي دليل على تواجد آثار قبور تحت الأرض.ألاباما ،الولايات المتحدة.

رادار قياس الأرض (بالإنجليزية:Georadar أو Ground Penetrating Radar) يقوم بقياس التغيرات في طبقات الأرض عن طريق قياس تسجيل انعكاس الموجات الكهرومغناطيسية. وفي الفيزياء الجيولوجية تساعد على قياس الطبقات الأرضية العليا لأغراض التعدين وكذلك في الأغراض العسكرية للبحث عن ألغام من مختلف الأنواع.
وتستخدم في تلك الأغراض رادار يتميز بحيز طول موجة عريض، حيث يرسل نبضات قصيرة جدا يصل طولها عدة بيكو ثانية إلى عدة نانوثانية من على السطح وموجهة إلى باطن الأرض، وتسجيل الصدى بعد انعكاس تلك الموجات على حدود الطبقات الأرضية أو انعكاسها على مناطق رواسب بين الطبقات.
وتنتشر الموجات الكهرومغناطيسية في باطن الأرض انتشارا مختلفا تبعا لتكوينات وشكلها وكثافة مادتها، كما يعتمد على تلك الخصائص شدة الانعكاس وتشتت الموجات ونفاذيتها في الطبقات المختلفة. ويقوم جهاز بقياس وتسجيل السير الزمني للانعكاس، وطور الموجات ومطالها.

## تطبيقات

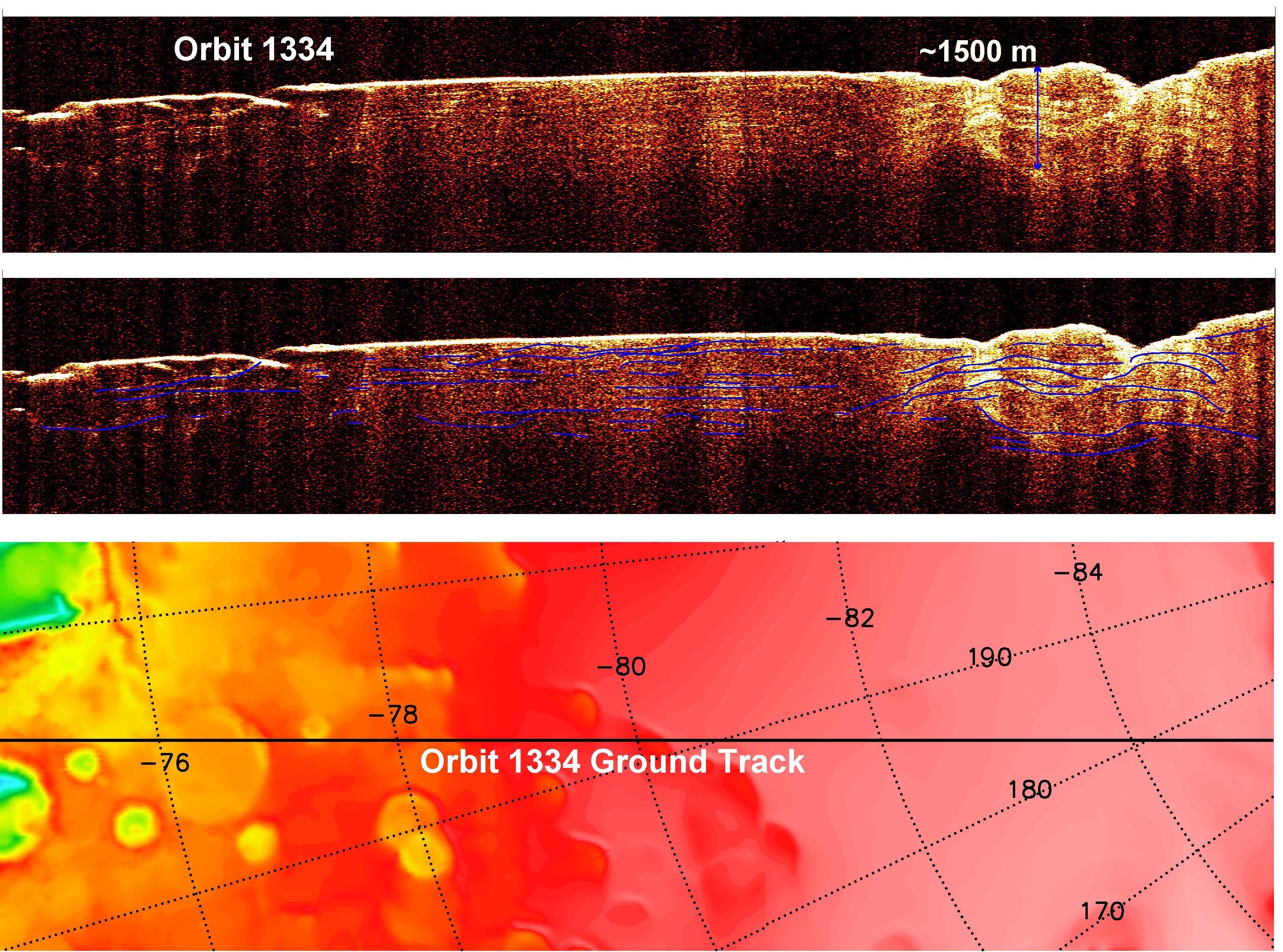
SHARAD Radargramm; Tiefenprofil entlang der eingezeichneten Spur auf der Marsoberfläche.

## اقرأ أيضاً
- قياس عن بعد
- تلسكوب فضائي
- قمر صناعي جلوري
- كلف الشمس
- هيدروديناميكا مغناطيسية
- مقراب جيمس ويب الفضائي
- مرصد كيك
- مقراب سبيتزر الفضائي
- مرصد هابل الفضائي
- التلسكوب العظيم VLT
- مصفوف المراصد العظيم VLA
- استشعار عن بعد